# Jussiê Ferreira Vieira
Jussiê Ferreira Vieira (sinh ngày 19 tháng 9 năm 1983) là một cầu thủ bóng đá người Brasil.

## Sự nghiệp câu lạc bộ
Jussiê Ferreira Vieira đã từng chơi cho Kashiwa Reysol.

## Thống kê câu lạc bộ

### J.League
| Đội            | Năm       | J.League | J.League | J.League Cup | J.League Cup | Tổng cộng | Tổng cộng |
| Đội            | Năm       | Trận     | Bàn      | Trận         | Bàn          | Trận      | Bàn       |
| -------------- | --------- | -------- | -------- | ------------ | ------------ | --------- | --------- |
| Kashiwa Reysol | 2003      | 17       | 5        | 2            | 0            | 19        | 5         |
| Tổng cộng      | Tổng cộng | 17       | 5        | 2            | 0            | 19        | 5         |